# Judgment Day 2002
Judgment Day 2002 è stata la quarta edizione dell'omonimo pay-per-view prodotto dalla World Wrestling Entertainment. L'evento si svolse il 19 maggio 2002 alla Gaylord Entertainment Center di Nashville, la tagline dell'evento è stata Judge, Jury and Executioner e la colonna sonora è stata Broken dei 12 Stones.
Questo evento è stato il primo pay-per-view ad utilizzare la denominazione World Wrestling Entertainment e non più World Wrestling Federation, in seguito ad una querela mossa nei confronti della federazione da parte del World Wide Fund for Nature per aver violato un accordo del 1994 che limitava l'uso da parte della compagnia dell'acronimo "WWF" fuori dai confini degli Stati Uniti.

## Storyline
Il 21 aprile, a Backlash, Hollywood Hulk Hogan sconfisse Triple H conquistando così il WWE Undisputed Championship per la sesta volta; mentre, poco prima, The Undertaker sconfisse Steve Austin per diventare lo sfidante al titolo mondiale. Un match tra Hogan e The Undertaker con in palio il WWE Undisputed Championship fu quindi sancito per Judgment Day.
Nella puntata di SmackDown del 25 aprile Chris Jericho sconfisse Triple H grazie all'aiuto di The Undertaker, ottenendo così un incontro per il WWE Undisputed Championship di Hollywood Hulk Hogan. Nella puntata di SmackDown del 2 maggio Jericho affrontò Hogan in un No Disqualification match per il titolo, con The Undertaker e Triple H banditi da bordo ring, ma venne sconfitto a causa di una distrazione provocatagli da Triple H. Nella puntata di SmackDown del 9 maggio, dopo che Jericho aveva brutalmente attaccato Triple H con una sedia, Vince McMahon annunciò un Hell in a Cell match tra i due per Judgment Day.
A Backlash, Ric Flair (co-proprietario della WWE) arbitrò il match tra "Stone Cold" Steve Austin e The Undertaker con in palio lo status sfidante al WWE Undisputed Championship; incontro che venne poi vinto da The Undertaker poiché Flair, durante lo schienamento conclusivo, non si accorse che un piede di Austin si trovava sopra la corda del ring. Nella puntata di Raw del 22 aprile Flair, dopo essersi scusato per l'errore commesso la sera prima, annunciò che Big Show e Austin avrebbero affrontato Scott Hall e X-Pac dell'nWo la sera stessa; poco dopo, durante l'incontro, Big Show effettuò tuttavia un turn heel su Austin per unirsi all'nWo. Il 4 maggio, a Insurrextion, Austin sconfisse Big Show in un incontro arbitrato da Flair. Nella puntata di Raw del 6 maggio Flair effettuò tuttavia un turn heel, annunciando poi che lui e Big Show avrebbero affrontato il solo Austin in un 2-on-1 Handicap match per Judgment Day.
Dopo continui contrasti e vicissitudini tra i due nelle settimane precedenti, Edge sconfisse Kurt Angle per squalifica nella puntata di SmackDown del 4 aprile. Nella puntata di SmackDown dell'11 aprile, dopo che avevano avuto un ulteriore confronto, Edge sfidò Angle ad un match per Backlash e quest'ultimo accettò. A Backlash, poi, Angle sconfisse Edge. Nella puntata di SmackDown del 9 maggio, dopo che i due avevano avuto ulteriori screzi, Angle sfidò Edge ad un Hair vs. Hair match per Judgment Day, in cui il vincitore avrebbe dovuto rasare i capelli del perdente, e quest'ultimo acconsentì per poi colpire lo stesso Angle con una Spear.
A Backlash, Eddie Guerrero sconfisse Rob Van Dam conquistando così l'Intercontinental Championship per la seconda volta. A Insurrextion, poi, Van Dam affrontò Guerrero nel rematch ma lo sconfisse solamente per squalifica (e senza quindi conquistare il titolo). Un ulteriore match tra i due con in palio l'Intercontinental Championship fu quindi sancito per Judgment Day.
Nella puntata di Raw dell'8 aprile gli Hardy Boyz (Jeff Hardy e Matt Hardy) attaccarono brutalmente Brock Lesnar con una sedia; mentre la settimana successiva lo stesso Lesnar respinse entrambi i fratelli Hardy, infortunando Matt (kayfabe). Dopo che aveva sconfitto Jeff a Backlash, Lesnar attaccò nuovamente Matt nella puntata di Raw del 22 aprile. A Insurrextion, poi, gli Hardy Boyz sconfissero Lesnar e Shawn Stasiak. Nella puntata di Raw del 13 maggio gli Hardy Boyz sconfissero il solo Lesnar per squalifica in un 2-on-1 Handicap match a causa dell'intervento di Paul Heyman (manager di Lesnar); poco dopo, lo stesso Heyman annunciò che lui e Lesnar avrebbero affrontato gli Hardy Boyz a Judgment Day.
Nella puntata di SmackDown del 16 maggio la Women's Champion Trish Stratus (appartenente al roster di Raw) apparì nello show blu, attaccando Stacy Keibler (assistente di Vince McMahon) mentre quest'ultima si stava confrontando con Torrie Wilson. Un match per il Women's Championship tra la Stratus e la Keibler fu poi sancito da Vince McMahon per Judgment Day.
Nella puntata di SmackDown del 16 maggio Rikishi sconfisse Rico nonostante l'intervento dei WWE Tag Team Champions Billy e Chuck in suo sfavore; successivamente, la sera stessa, dopo che Rico aveva avuto un duro confronto con i suoi due alleati, Vince McMahon annunciò che Billy e Chuck avrebbero difeso il WWE Tag Team Championship contro Rikishi e un partner a sua scelta per Judgment Day, il quale si rivelò poi essere lo stesso Rico (che effettuò contestualmente un turn face).

## Evento
Prima della messa in onda dell'evento, William Regal sconfisse D'Lo Brown a Sunday Night Heat per mantenere il WWE European Championship.

### Match preliminari
Il primo match dell'evento fu quello per il WWE Intercontinental Championship tra il campione Eddie Guerrero e lo sfidante Rob Van Dam. Il match iniziò con Van Dam che si portò in vantaggio su Guerrero dopo l'esecuzione di una powerslam, seguita da uno split-legged moonsault. Dopo che Van Dam eseguì il Rolling Thunder su Guerrero, quest'ultimo si portò in controllo della contesa per poi colpire Van Dam con una powerbomb. Guerrero tentò poi la Frog Splash, ma Van Dam schivò la manovra aerea. In seguito, Van Dam provò ad eseguire la Five Star Frog Splash su Guerrero, ma il campione evitò l'attacco. Nel finale, Guerrero schienò Van Dam con un backslide, facendo illegalmente leva sulle corde del ring, per vincere il match e mantenere il titolo.
Il match successivo fu quello per il WWE Women's Championship tra la campionessa Trish Stratus e la sfidante Stacy Keibler. Nonostante varie interferenze da parte di Reverend D-Von e Deacon Batista in favore di Stacy, Trish eseguì la Stratusfaction su Stacy per poi schienarla e mantenere il titolo femminile. Al termine del match, D-Von e Batista attaccarono Bubba Ray Dudley per poi schiantarlo attraverso di un tavolo dopo l'esecuzione di un double flapjack.
Il terzo match della serata fu tra Brock Lesnar e Paul Heyman contro gli Hardy Boyz (Jeff Hardy e Matt Hardy). Dopo che Matt e Jeff riuscirono a portarsi in controllo della contesa, essi tentarono di attaccare Heyman, ma Lesnar lanciò Jeff addosso a Matt per poi eseguire la F-5 su Jeff. Heyman schienò poi Jeff per vincere il match.
Il match seguente fu il 2-on-1 Handicap match tra Big Show e Ric Flair contro Steve Austin. Dopo che Big Show e Flair dominarono il match, Flair applicò la figure-four leglock su Austin, ma quest'ultimo contrattaccò la presa di sottomissione. In seguito, X-Pac interferì in favore di Big Show e Flair per poi tentare di colpire Austin con un superkick, però il Texas Rattlesnake schivò la manovra e X-Pac finì con l'eseguire il superkick ai danni di Big Show. Austin colpì poi X-Pac con la Stone Cold Stunner. Nel finale, Austin eseguì la Stone Cold Stunner su Flair per poi schienarlo e vincere il match.
Il quinto match fu l'Hair vs. Hair match tra Kurt Angle e Edge. Durante il match, Edge tentò di eseguire la Spear, ma Angle schivò la manovra e Edge finì con il colpire l'arbitro, andandolo a mettere KO. Angle eseguì poi un german suplex su Edge per poi tentare di colpirlo con una sedia d'acciaio, però Edge evitò l'attacco e colpì Angle con due Spear. Tuttavia, essendo l'arbitro ancora frastornato, Angle riuscì a liberarsi dallo schienamento dopo un conto di due. In seguito, Angle colpì Edge con una Spear per poi eseguire su di lui la Angle Slam e schienarlo, ma quest'ultimo si liberò dopo un conteggio di due. Nel finale, Angle applicò la Ankle Lock su Edge, però Edge rovesciò la presa di sottomissione in uno small package per vincere il match. Al termine del match, come da stipulazione, Edge rasò a zero i capelli di Angle.

### Match principali
Il match che seguì fu l'Hell in a Cell match tra Triple H e Chris Jericho. Durante le fasi iniziali del match, entrambi si lanciarono a vicenda contro il muro metallico della cella. Triple H tentò poi di eseguire un piledriver su Jericho, ma quest'ultimo contrattaccò catapultando Triple H contro il muro della cella. In seguito, Jericho prese una scala da sotto il ring e la utilizzò per colpire Triple H aprendogli, così, una ferita alla fronte. Dopo che Jericho controllò il match, egli provò a colpire ancora Triple H con la scala, ma Triple H colpì la scala con una sedia d'acciaio facendo, così, cadere la scala sopra a Jericho. Successivamente, Jericho tentò di colpire Triple H con dei gradoni d'acciaio, ma The Game eseguì un drop toe hold su Y2J facendolo, dunque, cadere contro i gradoni. Mentre l'arbitro si trovava sull'apron ring, Triple H lanciò Jericho proprio contro l'arbitro stesso, il quale finì KO contro il muro metallico della cella. Jericho colpì poi Triple H con una sedia d'acciaio per poi schienarlo, ma l'arbitro non riuscì a rialzarsi. In preda dalla frustrazione, Jericho prese l'arbitro e lo lanciò contro il muro della cella, andandogli ad aprire una vistosa ferita alla fronte. Mentre degli altri arbitri aprirono la porta della cella per prestare soccorso all'arbitro del match, Triple H eseguì uno spinebuster su Jericho. Dopodiché, Triple H colpì Jericho alla testa con lo sledgehammer per poi schienarlo, ma l'arbitro rimase ancora a terra. L'arbitro originale del match venne dunque sostituito da un altro direttore di gara (Mike Chioda). Più avanti, Triple H e Jericho si spostarono all'esterno della struttura, dove Triple H colpì Jericho con una DDT attraverso il tavolo dei commentatori, mandandolo in frantumi. Triple H si impossessò poi di una mazza con filo spinato e la utilizzò per tentare di colpire Jericho, ma quest'ultimo iniziò a scalare la cella per fuggire dalla grinfie di Triple H. Dato ciò, anche Triple H e l'arbitro salirono sul tetto della struttura per inseguire Jericho. Dopo che Triple H arrivò sul tetto, Jericho riuscì ad impossessarsi della mazza con filo spinato e la utilizzò per colpire Triple H per poi rinchiuderlo nella Walls of Jericho. Triple H si liberò poi dalla presa di sottomissione colpendo Jericho con la mazza di filo spinato. Pochi istanti dopo, Jericho provò a colpire Triple H con la mazza di filo spinato, ma The Game colpì Y2J con un low-blow per poi tentare di eseguire il Pedigree. Jericho contrattaccò poi la manovra eseguendo un back body drop su Triple H. Nel finale, Triple H colpì Jericho al volto con la mazza di filo spinato per poi colpirlo con il Pedigree sul tetto delle cella. Triple H schienò poi Jericho per vincere il match.
Il settimo match fu quello per il WWE Tag Team Championship tra la coppia campione Billy e Chuck contro quella sfidante formata da Rico e Rikishi. Dopo che Billy e Chuck dominarono il match, Rico colpì Chuck con uno spinning heel kick e Rikishi schienò Chuck per vincere il match e conquistare i titoli di coppia.
Il main event fu il match per il WWE Undisputed Championship tra il campione Hollywood Hulk Hogan e lo sfidante The Undertaker. Prima dell'inizio del match, The Undertaker frustò Hogan con una cintura, ma poi Hogan contrattaccò frustando, a sua volta, The Undertaker con la medesima cintura. Dopo un batti e ribatti, The Undertaker eseguì la Chokeslam su Hogan, ma il campione si liberò dopo un conto di due. In seguito, Hogan colpì The Undertaker con l'Atomic Leg Drop, ma l'American Badass si liberò dallo schienamento dopo un conteggio di due. Successivamente, Mr. McMahon interferì per distrarre l'arbitro consentendo, così, a The Undertaker di prendere una sedia d'acciaio. Hogan attaccò poi McMahon e lo colpì con l'Atomic Leg Drop. Con l'arbitro ancora distratto, The Undertaker colpì Hogan al volto con la sedia per poi eseguire su di lui una seconda Chokeslam. The Undertaker schienò poi Hogan per vincere il match e conquistare il titolo.

## Risultati
| #    | Incontri                                                                                           | Stipulazioni                                          | Durata |
| ---- | -------------------------------------------------------------------------------------------------- | ----------------------------------------------------- | ------ |
| Heat | William Regal (c) ha sconfitto D'Lo Brown                                                          | Single match per il WWE European Championship         | 06:22  |
| 1    | Eddie Guerrero (c) ha sconfitto Rob Van Dam                                                        | Single match per il WWE Intercontinental Championship | 10:17  |
| 2    | Trish Stratus (c) (con Bubba Ray Dudley) ha sconfitto Stacy Keibler (con Batista e Reverend D-Von) | Single match per il WWE Women's Championship          | 02:54  |
| 3    | Brock Lesnar e Paul Heyman hanno sconfitto The Hardy Boyz                                          | Tag team match                                        | 04:47  |
| 4    | Steve Austin ha sconfitto Big Show e Ric Flair                                                     | Two-on-one handicap match                             | 15:36  |
| 5    | Edge ha sconfitto Kurt Angle                                                                       | Hair vs. hair match                                   | 15:30  |
| 6    | Triple H ha sconfitto Chris Jericho                                                                | Hell in a cell match                                  | 24:31  |
| 7    | Rico e Rikishi hanno sconfitto Billy Gunn e Chuck Palumbo (c)                                      | Tag team match per il WWE Tag Team Championship       | 03:50  |
| 8    | The Undertaker ha sconfitto Hulk Hogan (c)                                                         | Single match per l'Undisputed WWE Championship        | 11:10  |